# Vasif Talıbov

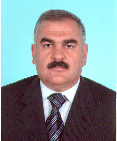
Vasif Talibov (2009)

Vasif Yusif oğlu Talıbov (auf Deutsch auch Wasif Jusif Talibow, auch Talybov, * 14. Januar 1960 in Araliq, Rayon Şərur, ASSR Nachitschewan, Sowjetunion) war bis Ende 2022 Vorsitzender des Regionalparlaments, der Ali Məclisi, und zugleich Oberhaupt der aserbaidschanischen Exklave Nachitschewan.  

## Leben
Talibov beendete 1976 die Mittelschule. Von 1977 bis 1981 absolvierte er die Staatlich Pädagogische Hochschule (heute Staatsuniversität) in der Hauptstadt der Exklave Nachitschewan in den Fächern Geschichte und Philologie. Von 1994 bis 1998 absolvierte er an der Staatlichen Universität Baku noch ein Fernstudium der Rechte. Nach offiziellen Angaben machte er einen Doktor in Wirtschaftswissenschaften und wurde Professor. Er kann Russisch, aber laut Berichten nur wenig Englisch.
1981 war er als Lehrer in einem Dorf im Şərur-Distrikt tätig. Später 1982 habe er als „Kaderinspekteur“ und Abteilungsleiter in der Trikotagenfabrik in Nachitschewan gearbeitet.
Talıbov unterstützte den späteren Präsidenten Aserbaidschans Heydər Əliyev, der nach seiner Rückkehr aus Moskau von 1991 bis 1993 zunächst Oberhaupt der Exklave Nachitschewan war. Er war dessen rechte Hand und fungierte von September 1991 bis Oktober 1993 als „Leitender Assistent des Parlamentsvorsitzenden“ von Nachitschewan. Praktisch war er Leiter der regionalen Administration. Seiner Karriere kam seine verwandtschaftliche Verbindung mit dem Əliyev-Clan zustatten.

## Oberhaupt Nachitschewans
Als Heydər Əliyev am 3. Oktober 1993 zum Präsidenten Aserbaidschans gewählt wurde, hielt Talıbov für ihn in Nachitschewan die Stellung. 
Talıbov war von Juli 1993 bis April 1994 zunächst kommissarisch Oberhaupt Nachitschewans. Nach dem Interim von Natiq Hasanov, der von April 1994 bis Dezember 1995 als Präsident amtierte, wurde Talıbov abermals Oberhaupt von Nachitschewan, diesmal aber blieb er in dieser Position bis heute.
Talıbov wurde zum Abgeordneten des Parlaments von Aserbaidschan, der Milli Məclisi, sowie im Dezember 1995, 2000 und 2005 zum Abgeordneten und Vorsitzenden  des Regionalparlaments und damit zum Oberhaupt von Nachitschewan wiedergewählt. Bei den Wahlen zum aserbaidschanischen Parlament kandidierte er im Bezirk Şərur-Sədərək. Zeitweise war er Vorsitzender der Arbeitsgruppe Aserbaidschan-Iran sowie Mitglied der interparlamentarischen Arbeitsgruppen Aserbaidschan-USA und Aserbaidschan-Frankreich.
Talıbov wurde außerdem auf dem Ersten Weltkongress der Aserbaidschaner am 9./10. November 2001 in Baku in dessen Koordinationsrat gewählt.
Unter seiner Leitung erschien im Jahre 2005 eine zweibändige Enzyklopädie über Nachitschewan. 2008 folgte speziell eine Enzyklopädie über die Denkmäler der Exklave.

## Kontroverse Regierungsweise
Talıbov förderte die Wirtschafts- und Kulturbeziehungen mit den Nachbarländern Türkei und Iran sowie die Kontakte zu den Aserbaidschanern im Nordiran. Es bestanden Kontakte im Tourismus, Handel und Umweltsektor mit der österreichischen Steiermark.
Seine autoritäre Regierungsweise wird von politischen Beobachtern, Menschenrechtsorganisationen und der Opposition kritisiert. Einige bezeichnen Talıbov in Anspielung auf Turkmenistans ehemaligen Herrscher Saparmyrat Nyýazow als „Naxçıbaşı“. Aus Frustration über die wirtschaftliche und politische Rückständigkeit der Exklave, über die dort vorherrschende Rechtlosigkeit, Gewalt und Korruption ist eine große Zahl von Bürgern Nachitschewans ausgewandert. Viele suchen Arbeit und bessere Lebensverhältnisse in den Nachbarländern – in der Türkei, im Iran, in Russland und in der weiteren Diaspora.